# I dilettanti
I dilettanti (I Went Down) è un film del 1997 diretto da Paddy Breathnach.

## Distribuzione
Il film è stato distribuito nelle sale irlandesi il 3 ottobre 1997. Il 26 dicembre 1997 è uscito in Australia e in Nuova Zelanda, mentre nel Regno Unito il 26 gennaio 1998, in Italia il 6 febbraio, in Spagna il 13 febbraio e in Francia il 25 marzo. Il 24 giugno 1998 il film è uscito negli Stati Uniti.	

## Riconoscimenti
Il film ha vinto vari premi in festival internazionali. Paddy Breathnach ha vinto il premio come miglior regista esordiente e il premio della giuria al Festival internazionale del cinema di San Sebastián in Spagna, e nuovamente come miglior regista all'International Thessaloniki Film Festival 1997 di Salonicco, Grecia. La pellicola è stata premiata come miglior film al Festival del cinema di Bogotà 1998.